# Карла Діас
Карла Кароліна Морейра Діас
(порт. Carla Carolina Moreira Diaz, нар. 28 листопада 1990, Сан-Паулу, Бразилія) — бразильська акторка та співачка.

## Життєпис
Свою кар'єру Карла розпочала у 1992 році. На той час їй було лише два роки. Вона знялася у більше ніж 80-ти рекламних роликах на телебаченні.
У 1997 році стала відомою на національному рівні, коли виконала роль маленької Марії в кінці першого сезону роману «Chiquititas Brasil». Роль була настільки успішною, що акторка продовжила зйомки ще у чотирьох сезонах, покинувши серіал у 1999 році.
В 2001 році Карла виконала роль Хадіджі Рашид (доньки головної героїні Джад) у легендарній теленовелі «Клон». 2003 року зіграла Анжеліку в міні-серіалі «Дім семи жінок» (порт. Casa das Sete Mulheres) доньку одного з семи головних персонажів. У 2004 році Карла стала ведучою премії «Краще за рік» Austregésilo de Athayde — Академії Бразилейра де Летрас. Наступними її роботами стали фільми «Орден жовтого дятла» (порт. Sítio do Picapau Amarelo) (роль Клео) та «Велика родина» (порт. A Grande Família)" (роль Беатріс).
В лютому 2009 Карла підписала контракт з Rede Record зігравши у третьому акті «Promessas de Amor» трилогії «Мутанти» (порт. Os Mutantes) (роль Юнони). У 2011 році приєдналася до акторського складу Ребельде в ролі таємничої Марсії.
2014 року виконала роль журналістки Лукреції в політичному мінісеріалі «Plano Alt».
У січні 2021 року Карла повідомила про те, що вона є учасницею реаліті-шоу «Big Brother Brasil 21».

## Фільмографія
- 2023 — (порт. Dança dos Famosos)
- 2021 — (порт. Big Brother Brasil)
- 2018 — (порт. Espelho da Vida)
- 2018 — (порт. Super Chef Celebridades)
- 2018 — (порт. Malhação: Vidas Brasileiras)
- 2017 — Сила бажання (порт. A Força do Querer) — Каріне
- 2016 — (порт. A Terra Prometida)
- 2014 — (порт. Plano Alto)
- 2011 — (порт. Rebelde)
- 2011 — Червоний мис (ісп. Punta Escarlata) — Патрісія Розас

- 2010 — 2014 — Земля вовків (ісп. Tierra de lobos) — Роза Лобо

- 2007 — Сім гріхів (порт. Sete Pecados) — Джина

- 2003 — Дім семи жінок (порт. Casa das Sete Mulheres) — Анжеліка

- 2001 — 2002 — Клон (порт. O Clone) — Хадіджа

- 2000 — Сімейні вузли (порт. Laços de Família) — Ракель